# Лещани (гміна Суховоля)
Лещани (пол. Leszczany) — село в Польщі, у гміні Суховоля Сокульського повіту Підляського воєводства.
Населення — 70 осіб (2011).
У 1975-1998 роках село належало до Білостоцького воєводства.

## Демографія
Демографічна структура станом на 31 березня 2011 року:
|          | Загалом | Допрацездатний вік | Працездатний вік | Постпрацездатний вік |
| -------- | ------- | ------------------ | ---------------- | -------------------- |
| Чоловіки | 38      | 7                  | 26               | 5                    |
| Жінки    | 32      | 4                  | 15               | 13                   |
| Разом    | 70      | 11                 | 41               | 18                   |